# 頂後厝子
頂後厝子，原寫為頂後厝仔，是臺灣臺中市大甲區的一個傳統地域名稱，位於該區北部。相較於今日行政區，其範圍大致為西岐里不含靠近虎尾寮東北向凸出部分及最東南端一小部分。

## 歷史
台灣清治末期，頂後厝子地區為一街庄，稱為「頂後厝仔庄」，隸屬於苗栗三堡。該庄西臨台灣海峽，北與船頭埔庄為鄰，東與銅安厝庄為鄰，南邊為五里牌庄、西勢庄。
1901年（日明治三十四年）11月，全台廢縣廳改設二十廳，該庄隸屬於苗栗廳。1903年（明治三十六年）6月，該庄編入「五里牌區」，仍隸屬於苗栗廳。1909年（明治四十二年）10月，全台二十廳合併為十二廳，苗栗廳廢止，五里牌區改隸屬於臺中廳。1920年（大正九年），全台地方制度大改正，該庄改制並雅化地名用字為「頂後厝子」大字，隸屬於臺中州大甲郡大甲庄。1933年，大甲庄升格為大甲街。
戰後大甲街改制為大甲鎮，隸屬於臺中縣，大字亦改制為里。1950年10月，中、彰、投分治，大甲鎮隸屬不變。2010年12月，隨著臺中縣、市合併為直轄臺中市，大甲鎮改制為大甲區。

## 聚落
本地區發展較早的聚落有頂後厝仔、下後厝仔等，在日治期初期的官方地圖上已有記載。此外，本地區尚有羅厝聚落。

## 交通
省道台1線（中山路二段）又稱「縱貫公路」，是台北至屏東楓港的台灣西部傳統平面幹道，大致以北北東－南南西走向經過頂後厝子地區東南部邊界外不遠處。由該道路向北北東轉北可前往苑裡、通霄、後龍、頭份、新竹等地，向南南西轉東南再轉南南西可前往大甲市區、清水、梧棲、龍井、大肚、彰化等地。
省道台61線又稱「西部濱海快速公路」，是新北八里至臺南安南的快速公路，大致以東北—西南走向轉北北東－南南西走向蜿蜒經過本地區西部，可快速前往台灣西部海岸各地。
區道中1線（順帆路）是船頭埔至五里牌的道路，大致以北北西－南南東走向轉西北－東南走向蜿蜒經過本地區東北部及東部。由該道路向北北西可前往船頭埔聚落東南側並止於區道中2線路口，向東南可前往五里牌東部並止於省道台1線路口。
區道中125線（長壽路、順帆路、如意路）舊稱中苗41線，是銅安厝至西勢的道路，大致以東北－西南走向轉西北－東南走向再轉東北－西南走向經過本地區。由該道路向東北轉北北東可前往銅安厝、山柑西北部並止於台中市、苗栗縣邊界處，向西南可前往西勢並止於區道中3線路口。本道路在本地區境內有一小段路（順帆路）與區道中1線共線。

## 學校
- 西岐國小

## 產業
- 巨大機械：捷安特品牌自行車製造商（位於本地區東南部邊界地帶）